# Jenny Sparks
Jennifer Sparks, también conocida por su eslogan denominado, El espíritu del siglo XX, es un personaje ficticio una superheroína del Universo WildStorm, perteneciente a la editorial DC Comics, aunque sus orígenes se remontan hacia 1997 cuando este personaje, al igual que el resto del reparto del sello WildStorm pertenecieron a la editorial Image, cuando fue creada por el escritor de historietas Warren Ellis para el equipo StormWatch. Su primera aparición previa, se remonta al Número 37 de dicha historieta, (siendo parte del arco inicial escrito por Ellis) donde fue nombrada líder del equipo Stormwatch Negro, una variante del equipo principal, cuya división se encargaba de operaciones Black Ops (Operaciones encubiertas). Sin embargo, tendría mayor protagonismo, cuando formaría junto con Swift, Jack Hawksmoor, Apollo y Midnighter el equipo conocido como The Authority.
Sparks ha sido descrita como "El espíritu del siglo XX", puesto que ella nació a principios del siglo XX y terminaría falleciendo al final del mismo siglo XX, sin embargo, con el reinicio de su personaje en la serie "The Wild Storm" de 2017 este característica sería trasladado al siglo XXI. A lo largo de su aparición como personaje, se ha demostrado que ha influido en muchas de las personas más significativas que dieron forma al siglo XX, tanto positiva como negativamente. En términos con base a su personalidad, Sparks se ha descrito como una hedonista superficial que oculta un fuerte sentido subyacente de la moralidad.
Asimismo, fue nombrada como la 44° personaje más famosa de los cómics según la revista Empire en el año 2006.

## Historia sobre su publicación
Luego del duodécimo número de The Authority, Warren Ellis había dejado el título, cuando Mark Millar llegó a encabezar dicha serie, y este se encargaría de contar como historia adicional dentro de la misma en forma de miniserie la historia titulada Jenny Sparks: La historia secreta de The Authority, centrada en las historias de origen de todos los miembros de The Authority desde la perspectiva del personaje. En la mayor parte de lo que incorporaría Mark Millar e impulsado por Ellis y relacionandolo a Jenny Sparks, es que este personaje se centró con importantes figuras históricas del siglo XX, como Albert Einstein, Ernest Hemingway, Adolf Hitler, Jacques Cousteau, John Lennon la Princesa Diana y muchos otros.

## Biografía del personaje ficticio
Jennifer Sparks nació en Inglaterra el 1 de enero de 1900. Su familia poseía una gran fortuna, y la enviaron a una escuela para niñas en Viena. Su familia habían muerto en el Titanic en 1912, y con la muerte que tuvo su padre, ella misma se hizo cargo de su destino. A pesar de quedar en la ruina sin algún centavo, Jenny fue invitada por su padrino, el profesor Albert Einstein a Zúrich, donde le ofreció terminar sus estudios. Antes de partir, ella recomendaría a un misterioso joven pintor, cuyo arte era bastante abismal, pero que finalmente dejaría para dedicarse a la política, ya que poseía un carisma especial, sobre todo por su talento para llevar a cabo sus discursos.
Entre 1913 y 1919, sus poderes comenzaron a manifestarse, Jenny Sparks adquirió el control absoluto sobre la electricidad, incluido el viaje a través de líneas de alta tensión, disparando rayos y transformándose en electricidad pura. Con la edad, su control y sus poderes aumentaron. En 1919, Jenny detuvo su envejecimiento.
En varios cómics, se han contado varias aventuras sobre Sparks, que sucedieron entre la primera y la mitad del siglo XX. Un tema muy común en estos aspectos, fue que intervinieron personajes ilustres de la historia del siglo XX.
En la década de los años 1960 y 1980, Sparks se involucró con los equipos de superhéroes británicos, pero entraría en conflicto con alguno de ellos debido a los problemas de las respectivas personalidades de estos mismos, que poco a poco la fueron desilusionando de estos roles.

### Su ingreso aStormWatchyThe Authority
A pesar de estas lamentables experiencias, en la década de 1990 aceptó unirse a un nuevo equipo de superhumanos, denominado StomWatch, que fue creado por un hombre llamado Henry Bendix Contra su deseo de que se le diese el mando de un equipo, formaría parte del equipo encubierto "Black ops" denominado StomWatch Black.
Después de que StormWatch se disolviese tras el ataque de un Xenomorpho, que se llevaría la vida de casi todo el equipo, creó un nuevo grupo de héroes llamado The Authority, junto a varios de sus antiguos compañeros que formaron parte de StormWatch Black Durante su tiempo que lideró al equipo, Jenny y su equipo se enfrentarían a diversas amenazas, incluidos superterroristas con poderes hasta una invasión alienígena de una realidad alternativa.
El 31 de diciembre de 1999, Jenny Sparks sabría que estaba predestinada a ser su último día en la Tierra, y que moriría al finalizar el siglo XX a las 12:00 a. m. (debe notarse que para esa fecha es errónea debido a que ha sido un error común decir que el comienzo el siglo XXI es el 1 de enero de 2000 y no su fecha real, el 1 de enero de 2001), un hecho que solamente conocía su compañero de equipo El Doctor. Ella electrocutaría el cerebro de una enorme criatura alienígena conocida como el "Dios", que originalmente se había creado en la Tierra y que planeaba limpiar al planeta de toda la vida existente. Siendo este su último acto final, sus últimas palabras, hizo saber que esto lo hizo por ser ella un mecanismo de defensa de la humanidad. Moriría momentos después en brazos de uno de sus compañeros de equipo. Sin embargo, sus últimas palabras al equipo, les dijo: "Salven al mundo, se lo merecen. Sean mejores, o volveré y les patearé la cabeza".
El paso del "espíritu del Siglo XX" anunciaría la llegaría de un sucesor. En el instante que ocurrió la muerte de Jenny Sparks, nació una nueva entidad: Jenny Quantum, el "espíritu del siglo XXI".
Durante el arco "Transferencia de poder", aparecería una versión mágica de Jenny que eliminaría temporalmente todas las armas mecanizadas de la Tierra.

### Los Nuevos 52/DC: Renacimiento
Con el reinicio de la continuidad del Universo DC, los personajes del Universo WildStorm pasaron a formar parte de la continuidad, y el legado de Jenny aparecería gracias a que su camisa, símbolo con la que era representada en las historietas, aparecería en la galería de héroes caídos en el cuartel de StormWatch. Allí, se resumió que vivió en el siglo XX teniendo sus mismas aventuras narradas en los primeros cómics de su aparición, pero que ahora se habían presentado dentro de la continuidad del Universo DC.

#### The Wild Storm
Warren Ellis que regresaría a DC Comics y se encargó traer de vuelta a los personajes del Universo WildStorm, reinventando a Jenny Sparks para la serie The Wild Storm, una serie actual en curso, donde Jenny ahora es conocida como el "Espíritu del Siglo XXI", título que anteriormente tenía en la anterior continuidad Jenny Quantum. En esta reinvención del personaje, ahora vuelve a formar parte de un equipo de agentes con superpoderes relacionado con StormWatch. En esta reinvención del Universo WildStorm coexisten con versiones de los personajes de DC Comics, al igual que la contraparte existente de los personajes del Universo WildStorm en el Universo DC actual. Ahora es de nacionalidad asiática.

## Poderes y habilidades
- Espíritu del siglo XX: Jenny Sparks, al ser conocida como el "Espíritu del siglo XX" sería reconocida como la Chica del siglo, pero debido a su nacimiento, fue inicialmente conocida como la "Baby Century", o traducido como "La Bebé del siglo", puesto que ella nació con el siglo, luego de haber nacido en la víspera del año nuevo de 1900. A medida que ella crecía, mostraba ciertas capacidades y habilidades superhumanas, así como también la capacidad para ralentizar el envejecimiento (un poder cercano a lo que se denomina como Inmortalidad), algo que ocurriría a partir de haber cumplido sus 20 años. Se ha llegado a teorizar que su naturaleza como superhumano, se refleja como si fuese un sistema inmune para el planeta, debido a que su misma existencia la llevaría a su destino como protectora de la Tierra. Como tal, supuestamente representa un aspecto respecto al siglo en el que nació. En su caso, Jenny Sparks su influencia radica durante todo el siglo XX, y como tal,  sus estados emocionales estaban directamente relacionados con el estado del mundo en sus diferentes períodos del siglo XX. Por ejemplo, estuvo deprimida por el suicidio de la gente que sufrió la Gran Depresión y delirantemente alta durante los locos años 20, o alterada por los hechos que condujeron hacia la Segunda Guerra Mundial.[4]

- Vejez ralentizada: Aunque se podría definir como una especie de Inmortalidad, realmente no es así, los efectos del crecimiento, hicieron que dejase de envejecer a los 20 años, que le permitió conservar su juventud hasta su fallecimiento al final del siglo XX, es decir, que en vez de poseer una inmortalidad, tuvo una notoria juventud eterna. Al menos durante su vita logró tener 100 años, sin envejecer al momento de madurar a la edad adulta promedio.[4]

- Electrokinesis: Jennifer Sparks, tenía una particularidad y es que, cada espíritu de cada siglo respectivo desarrolla diferentes poderes a lo largo de sus vidas, en el caso de Jenny, desarrolló el poder para manipular y controlar la electricidad a su voluntad. Esta capacidad le valió la habilidad de viajar a través de líneas eléctricas, lanzamiento de rayos y configurar la electricidad para manipularla a su gusto. Es capaz de desarrollar una capacidad absorción eléctrica, que le confiere extraer electricidad o concederlo a dispositivos electrónicos, asimismo obtener la electricidad de la actividad cerebral humana. Sin embargo, es una habilidad muy peligrosa que ha estado cerca de matar personas. Puede poseer la forma de la electricidad, es decir tomar la forma de una corriente eléctrica,  creando chispas eléctricas en determinados lugares donde previamente está destinado a aparecer. Normalmente, sólo puede hacer esto gracias a la manera de conducir la electricidad por medio de dispositivos electrónicos u otros conductores. Posee la capacidad para manifestarse como un rayo proveniente de la atmósfera y caer como un rayo. Además, si lo desea puede ser capaz de ingresar al cuerpo humano de otra persona y electrocutarla. Debido a su manipulación de la electricidad, con las chispas es capaz de teletransportarse, al convertir a todo cuerpo en electricidad y viajar a cualquier lugar donde lo haga la misma electricidad. También puede sobrevivir al transformarse en otras formas de energía, como cuando llegó a viajar a través de un televisor y las redes eléctricas así como en la radio de la policía. Gracias a sus curación acelerada, se puede recuperar automáticamente de cualquier lesión o envenenamiento.[4]

- Sin embargo, a pesar de sus poderes, es reconocida por ser una líder nata, gracias a sus capacidades al mando de equipos como StormWatch Black y The Authority. También es una excelente combatiente cuerpo a cuerpo, pero pese a que sus poderes se basan en la electricidad no es capaz de generarla, por lo que debe recurrir a dispositivos o momentos en los que la electricidad natural debe estar presente, y a falta de estos, puede verse impotente para utilizar dicho poder y se vuelve tan vulnerable como cualquier humano normal.[4]

## Ediciones recopilatorias e Historias importantes
- Jenny Sparks: The Secret History of the Authority (ISBN 1-56389-769-5)